# 若翰·雷
若翰·雷（義大利語：Giovanni Battista Re；1934年1月30日—）是一位主要在羅馬教廷工作的意大利籍天主教主教級樞機。他於2001年獲擢升為樞機。另外他曾經出任聖座主教部部長，2010年6月30日榮休。2013年，樞機團透過教宗選舉秘密會議選出教宗本篤十六世的繼任人。雷作為可參與選舉的最年長主教級樞機，他主持了這場選舉秘密會議。方濟各於2017年6月10日同意讓他當選為樞機團副團長，他於2020年起出任樞機團團長。

## 生平

### 早年生活及晉鐸
若翰·雷於1934年1月30日在意大利王國博尔诺出生，是馬特奧·雷（Matteo Re，1908年－2012年）之子。雅欽多·特雷迪奇總主教於1957年3月3日在布雷西亞將若翰祝聖為司鐸。他持有宗座額我略大學的教會法博士學位。若翰在擔任聖座工作前曾經在布雷西亞的修院任教。後來他擔任若望·貝內利總主教的私人秘書。他於1987年10月9日獲委任為主教部秘書長、樞機團秘書及韋斯科維奧領銜教區領銜總主教。教宗若望保祿二世於同年11月1日將他祝聖為主教。

### 在羅馬教廷任職
1989年12月12日，他獲委任為聖座國務院副國務卿（一般事務處），接替愛德華·伊德里斯·卡西迪。他於2000年9月16日起出任主教部部長及宗座拉丁美洲委員會主席，接替路加·莫雷拉·內維斯。此外，他於同日卸任副國務卿（一般事務處）一職，此職由良納·桑德里接任。
2001年，雷獲擢升為司鐸級樞機並領十二宗徒堂區司鐸銜。他在新樞機名單上位列第一。一年後，他升為主教級樞機。同時他領薩比娜-波焦米爾泰托羅馬城郊教區主教銜，接替路加·莫雷拉·內維斯。
教宗若望保祿二世於2005年去世後，雷自動離任主教部部長。他有參與2005年教宗選舉秘密會議，選出教宗本篤十六世為新教宗。同年4月21日，他重新獲委任為主教部部長。
雷曾在羅馬教廷出任不同職務。本篤十六世於2008年5月委任他為宗座法典條文解釋理事會成員。雷於2010年6月30日榮休，卸任主教部部長和宗座拉丁美洲委員會主席。上述兩職由馬爾谷·韋萊接任。除此之外，他亦是信理部、萬民福音傳播部及東方教會部的成員。他在80歲生日當天起不再擔任這些職務。

### 樞機團
本篤十六世於2013年2月28日退位。樞機團團長安傑洛·索達諾因已年滿80歲而不能在教宗選舉秘密會議中投票，副團長羅哲·埃切加雷亦因年滿80歲而不能投票。雷身為最年長的主教級樞機，他需要詢問被選為教宗的人是否願意成為教宗和新教宗的尊號。這場選舉秘密會議最後選出喬治·瑪略·伯格里奧樞機為教宗方濟各。雷和另外5位樞機在3月19日舉行的教宗就職禮上代表樞機團公開表示會服從新教宗。
雷於2014年1月30日年滿80歲，不能在此後的教宗選舉秘密會議中投票。
後來各主教級樞機經互選後選出雷為樞機團副團長，接替羅哲·埃切加雷。教宗方濟各於2017年6月10日同意讓雷當選。
聖座新聞室於2020年1月25日宣布他當選樞機團團長及領奧斯底亞羅馬城郊教區主教銜，接替於2019年卸任的安傑洛·索達諾。教宗方濟各於新聞室作出該宣布前7天承認該選舉結果，副團長一職由良納·桑德里樞機出任。

## 事件

### 林肯教區絕罰事件
林肯教區主教法彬·布魯斯科維斯於1996年表示信眾如果不退出一些「與天主教信仰完全不相容」的組織的話，他們將會被絕罰。這些組織包括行動呼籲組織及其內布拉斯加州分會、美國計劃生育聯合會、天主教徒自由抉擇組織、哈米洛克會和共濟會。此外，與共濟會有關係的國際約伯女兒會、國際德莫萊會、東方之星會和國際彩虹女兒會亦被列為需要退出的組織。後來，當時身為主教部部長的雷於2006年寫信給布魯斯科維斯，指聖座贊成他將這些不退出這些組織的天主教徒逐出教會。

### 維爾古斯醜聞
雷身為主教部部長，他需要向教宗呈上主教部認為合適的主教人選。他表示「當斯坦尼斯瓦夫·維爾古斯蒙席獲任命為主教的時候，他們兩人都不知道維爾古斯與波蘭秘密警察的間諜工作有關」。

### 聖庇護十世司鐸兄弟會
雷於2009年1月發出公告，宣佈撤銷聖庇護十世司鐸兄弟會4位主教的絕罰。利則·威廉森是其中一位。不過，威廉森之後被指曾在電視節目上發表否認猶太人大屠殺的言論。曾與兄弟會進行溝通的達里奧·卡斯崔隆·霍約斯樞機表示「這件事情與自己無關」並指「主教部和信理部需要為此負責」。

### 巴西人墮胎事件
2009年3月，一名被繼父強姦並因此懷有雙胞胎的9歲巴西籍女孩進行墮胎。她墮胎後，奧林達暨累西腓總教區總主教若瑟·卡爾多索·索布利尼奧宣佈女孩的母親和醫療團隊已自動被逐出教會。巴西總統路易斯·伊納西奧·盧拉·達席爾瓦提出譴責，而衛生部長何塞·戈麥斯·滕波朗表示教會立場是「極端、偏激和不適合的」。雷接受一份意大利報章訪問的時候表示這件事件雖然令人「難過」，但是其他人「無權剝奪這對雙胞胎的生命」。另外他指「（其他人）不需要攻擊巴西的天主教會」，他認為「將他們逐出教會是恰當的」。不過巴西國家主教團已作出更正，表示在這件事件上「沒有人被逐出教會」。

## 腳註及參考文獻

### 腳註
1. 1 2 3 4 5 6  . The Vatican.   [2018-09-02]. （原始内容存档于2018-09-02） （英语）.
2. ↑  Woolf, Stuart Joseph. . Methuen. 1979: 509  [2018-09-02]. （原始内容存档于2018-09-17） （英语）.
3. ↑  . Zenit News Agency. 2013-01-03  [2018-09-02]. （原始内容存档于2018-09-02） （英语）.
4. ↑  . Sala Stampa della Santa Sede.   [2020-01-10]. （原始内容存档于2020-01-10） （意大利语）.
5. ↑  . Catholic News Agency. 2014-04-04  [2018-09-02]. （原始内容存档于2018-09-02） （英语）.
6. ↑  Cassidy, Edward Idris. . Paulist Press. 2009: 111  [2018-09-19]. （原始内容存档于2020-06-07） （英语）.
7. ↑   (新闻稿). Sala Stampa della Santa Sede. 2000-09-16  [2019-07-21]. （原始内容存档于2019-07-21） （意大利语）.
8. ↑  Miranda, Salvador. . Florida International University.   [2020-01-10]. （原始内容存档于2020-01-10） （英语）.
9. 1 2 3 4 5  Miranda, Salvador. . Florida International University.   [2018-09-16]. （原始内容存档于2018-09-16） （英语）.
10. ↑   (新闻稿). Sala Stampa della Santa Sede. 2001-02-21  [2019-07-21]. （原始内容存档于2019-07-21） （意大利语）.
11. ↑  Miranda, Salvador. . Florida International University.   [2018-09-18]. （原始内容存档于2020-01-10） （英语）.
12. ↑  . The Telegraph. 2005-04-04  [2020-01-10]. （原始内容存档于2020-01-10） （英语）.
13. ↑  John Paul II, 1996, para. 14.
14. ↑   (新闻稿). Sala Stampa della Santa Sede. 2008-05-06  [2019-07-21]. （原始内容存档于2019-07-21） （意大利语）.
15. ↑   (新闻稿). Sala Stampa della Santa Sede. 2010-06-30  [2019-07-21]. （原始内容存档于2019-07-21） （意大利语）.
16. ↑   (新闻稿). Sala Stampa della Santa Sede. 2001-05-15  [2018-09-16]. （原始内容存档于2018-09-16） （意大利语）.
17. ↑   (新闻稿). Sala Stampa della Santa Sede. 2007-01-08  [2018-09-16]. （原始内容存档于2018-09-16） （意大利语）.
18. ↑   (新闻稿). Sala Stampa della Santa Sede. 2006-10-07  [2019-07-21]. （原始内容存档于2019-07-21） （意大利语）.
19. ↑  Paolo PP. VI, 1970, II. 1.
20. ↑  Miranda, Salvador. . Florida International University.   [2020-01-10]. （原始内容存档于2020-01-10） （英语）.
21. ↑  Miranda, Salvador. . Florida International University.   [2020-01-10]. （原始内容存档于2020-01-10） （英语）.
22. ↑  Miranda, Salvador. . Florida International University.   [2020-01-10]. （原始内容存档于2020-01-10） （英语）.
23. ↑  Wakin, Daniel J. . The New York Times. 2013-03-11  [2018-09-16]. （原始内容存档于2018-09-16） （英语）.
24. ↑  Wooden, Cindy. . Catholic News Service. 2013-03-05  [2020-01-10]. （原始内容存档于2020-01-10） （英语）.
25. ↑  . BBC. 2013-03-14  [2018-09-16]. （原始内容存档于2018-09-16） （英语）.
26. 1 2  . La Stampa.   [2020-01-10]. （原始内容存档于2020-01-10） （意大利语）.
27. ↑   (YouTube). Vatican News. 2013-03-19  [2018-09-16]. （原始内容存档于2022-03-05）.
28. ↑  . Rome Reports. 2014-01-30  [2018-09-16]. （原始内容存档于2018-09-16） （英语）.
29. ↑   (新闻稿). Sala Stampa della Santa Sede. 2017-06-10  [2019-07-21]. （原始内容存档于2019-07-21） （英语）.
30. 1 2   (新闻稿). Holy See Press Office. 2020-01-25  [2020-01-25]. （原始内容存档于2020-01-25） （英语）.
31. ↑  Miranda, Salvador. . Florida International University.   [2020-01-25]. （原始内容存档于2020-01-25） （英语）.
32. ↑  Goodstein, Laurie. . The Washington Post. 1996-03-29  [2018-09-17]. （原始内容存档于2018-09-17） （英语）.
33. ↑  McElwee, Joshua J. . National Catholic Reporter. 2012-11-10  [2018-09-17]. （原始内容存档于2018-09-17） （英语）.
34. ↑  . United States Conference of Catholic Bishops.   [2018-09-17]. （原始内容存档于2018-09-17） （英语）.
35. ↑  Reynolds, Matt. . Reuters. 2007-01-21  [2018-09-17]. （原始内容存档于2018-09-17） （英语）.
36. ↑  Re, Giovanni Battista. . Congregation for Bishops.   [2020-01-10]. （原始内容存档于2020-01-10） （英语）.
37. ↑  . The Telegraph. 2009-01-22  [2018-09-17]. （原始内容存档于2018-09-17） （英语）.
38. ↑  . Süddeutsche Zeitung. 2009-09-25  [2018-09-17]. （原始内容存档于2009-09-26） （德语）.
39. ↑  Grudgings, Stuart. . Reuters. 2009-03-06  [2018-09-17]. （原始内容存档于2018-09-17） （英语）.
40. ↑  . CBC News. 2009-03-07  [2018-09-17]. （原始内容存档于2018-09-17） （英语）.
41. ↑  Glatz, Carol. . Catholic News Service (National Catholic Reporter). 2009-03-16  [2018-09-18]. （原始内容存档于2018-09-18） （英语）.